# Torre del Cerro de la Ermita

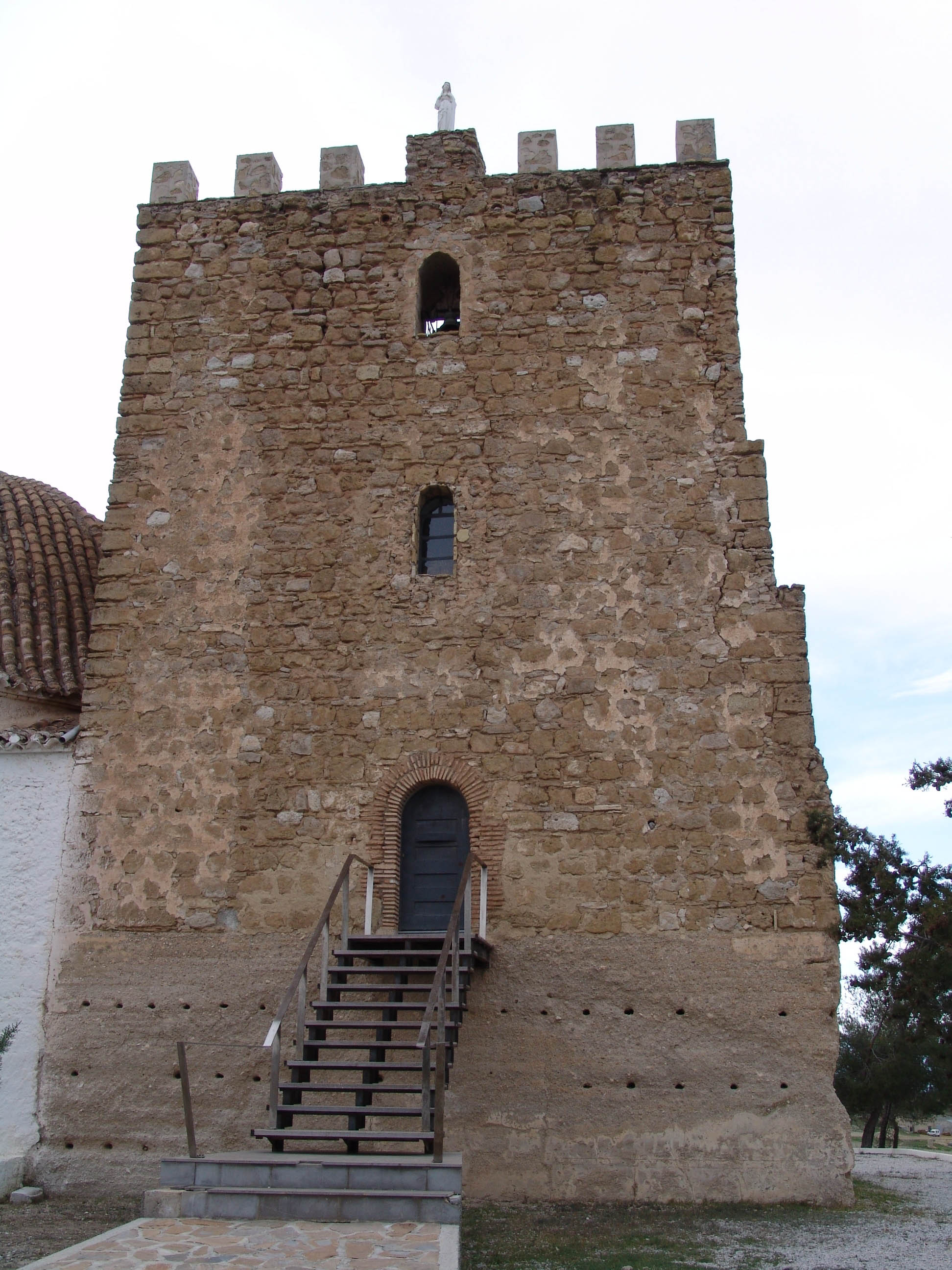

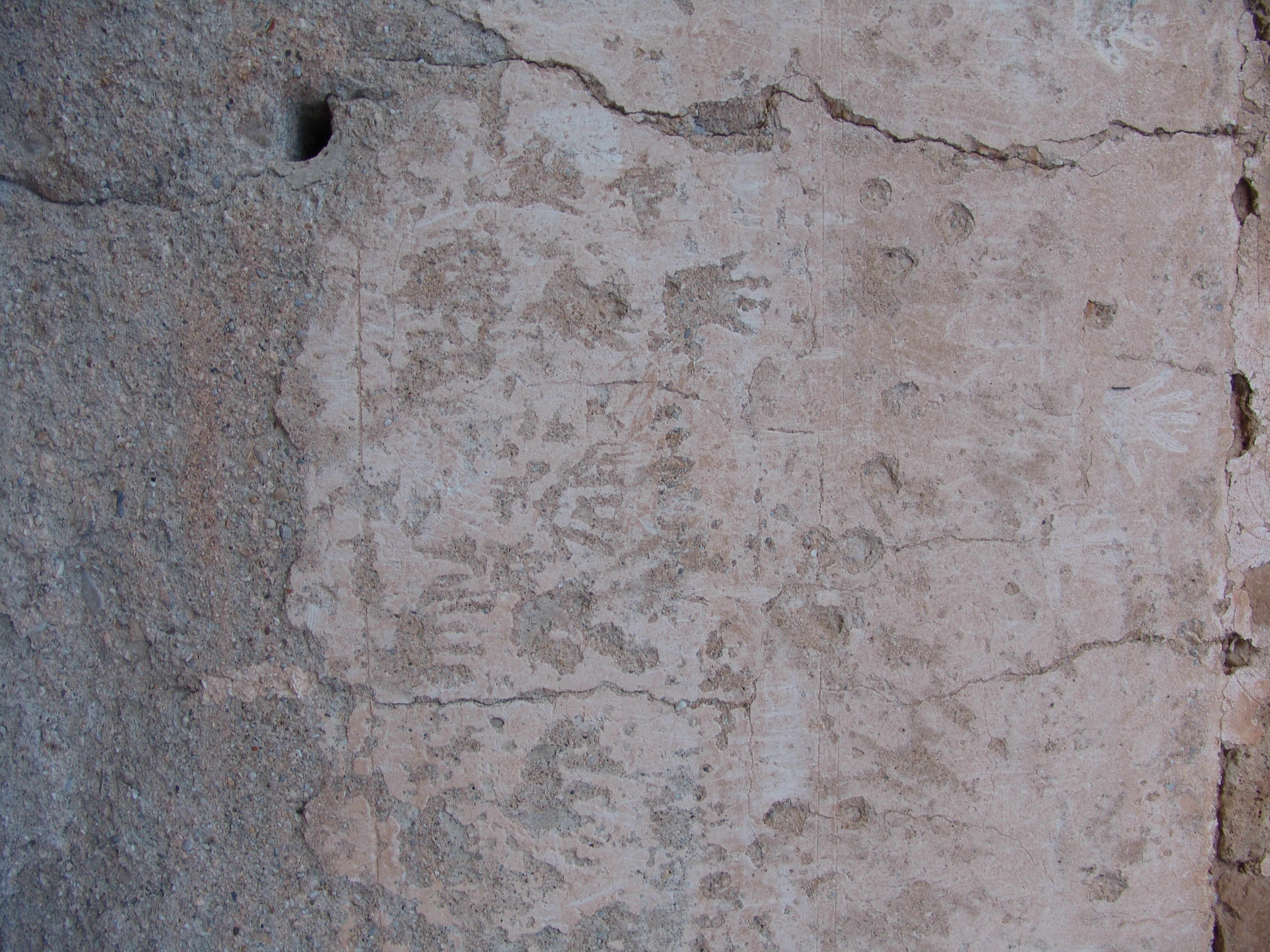
Esgrafiados sobre el enlucido de la torre

La torre del Cerro de la Ermita, conocida también como Torre de Cúllar, Torre del Alabi o simplemente "La Torre" es una torre de época nazarí, situada en el término municipal de Cúllar (Granada, España), en un cerro situado frente al pueblo. Actualmente se utiliza como torre-campanario de una ermita adosada a ella. 

## Descripción
Tiene planta rectangular, con solo dos paños libres, los situados al este y al norte, que tienen 9,25 m y 8,95 m de longitud, respectivamente. La construcción está realizada en tapial hormigonado, parcialmente enfoscado, en su base (hasta los 2,70 m de altura), y en mampostería enripiada los nueve metros restantes de su alzada. Se corona actualmente con un almenado de ladrillo que es de nueva construcción (aproximadamente de los años 1960), ignorándose si en su forma original dispuso de dicho almenado.
En algunos puntos del enfoscado de la mampostería, se aprecian dibujos esgrafiados, representando figuras elipsoidales y circulares. Dispone de puerta en planta baja, aunque la apertura de este hueco es muy posterior a su fábrica original, igual que la ventana de primera planta. No así el arco de medio punto cegado de la parte superior, que si parece ser original.
En su interior dispone de tres plantas, todas ellas con bóvedas de medio cañón, comunicadas por una escalera de caracol.

## Datación
Por su obra y por los abundantes materiales encontrados en los alrededores (tejas y cerámica), se ha datado en periodo nazarí, aunque algunos de los materiales son anteriores, del siglo XI. Posiblemente ejerció funciones de fortaleza defensiva, y se dice que disponía de una galería de comunicación con el propio pueblo[cita requerida], aunque no existe traza alguna de ello. Tenía asociada a ella, al menos, una torre óptica, conocida como Atalaya de Cúllar. 
Muy cerca, existe un yacimiento de época prehistórica, con restos de ocupación medieval. 
Fue declarada Bien de interés cultural el 25 de junio de 1985. Fue objeto de una dudosa actuación rehabilitadora en los años 1990, en la que se le añadió el almenado, aunque no se tiene constancia de que existiera en su momento.